# Veliinae
Veliinae – podrodzina pluskwiaków różnoskrzydłych z infrarzędu półwodnych i rodziny plesicowatych.

## Opis
Wśród przedstawicieli podrodziny przeważają formy długoskrzydłe. U form bezskrzydłych przedplecze przykrywa całe śródplecze i większą część zaplecza.

## Rozprzestrzenienie
Podrodzina rozsiedlona kosmopolitycznie.

## Systematyka
Do podrodziny tej należy około 100 gatunków, przy czym większość gatunków zalicza się do rodzaju Velia. Do innych należą Veloidea i Angilia.